# Yves Rocard
Pour les articles homonymes, voir Rocard.
Yves Rocard, né le 22 mai 1903 à Vannes (Morbihan) et mort le 16 mars 1992 dans le 5e arrondissement de Paris, est un physicien et résistant français.
Il est le responsable scientifique des programmes qui conduisirent à la mise au point de la bombe atomique française. Il est aussi le père du Premier ministre français Michel Rocard.

## Biographie
Yves André Rocard naît le 22 mai 1903 à Vannes ; il est le fils aîné d'Eugène Louis Rocard (1880-1918), polytechnicien (promotion 1900), et de Jeanne Louise Gabrielle Rocard (1878-1935).
Son père qui a choisi la carrière militaire dans l'Artillerie coloniale sert lors de la Première Guerre mondiale dans l'Aéronautique militaire qui vient d'être créée. Chef d'escadron, pilote de chasse, chevalier de l'ordre de la Légion d'honneur le 22 juillet 1918, Eugène Louis Rocard est abattu, porté disparu le 12 septembre 1918 à Lachaussée (Meuse) et déclaré mort pour la France à l’âge de 38 ans.
Orphelins de guerre, Yves, ses deux frères Marc Jules,, Jacques Robert, et sa sœur Geneviève Odile, sont adoptés pupilles de la nation par jugement du Tribunal civil de la Seine le 8 octobre 1919.
Yves Rocard épouse le 24 octobre 1929 à Sèvres (Seine-et-Oise, aujourd'hui Hauts-de-Seine) Renée Marguerite Favre, institutrice, née le 23 mai 1904 à Reignier (Haute-Savoie), adoptée aussi pupille de la nation par jugement du Tribunal civil de Saint-Julien-en-Genevois (Haute-Savoie) le 8 juin 1920.
De cette union naissent à Courbevoie (Seine, aujourd'hui Hauts-de-Seine) deux enfants : Michel (futur Premier ministre), le 23 août 1930 et sa sœur Claude le 20 janvier 1933. Le couple divorce le 20 juin 1963.

### Formation
Yves Rocard fait de 1922 à 1925 des études supérieures scientifiques à l'École normale supérieure, où il suit les conférences de physique d'Henri Abraham et Eugène Bloch, et à la faculté des sciences de l'université de Paris, où il suit les cours de physique de Charles Fabry, Aimé Cotton, Anatole Leduc et Amédée Guillet et obtient les licences ès sciences physiques et ès sciences mathématiques. Lauréat du concours d'agrégation des sciences physiques en 1925, il obtient une bourse Blumenthal de 9 000 FF pour réaliser des travaux de recherche qui le mènent à l'obtention en 1927 du doctorat ès sciences mathématiques (L'hydrodynamique et la théorie cinétique des gaz), puis, l'année suivante, du doctorat ès sciences physiques (Théorie moléculaire de la diffusion de la lumière par les fluides, thèse préparée au laboratoire d'enseignement de la physique dirigé par Charles Fabry).

### Carrière
À partir de 1928, sa carrière se partage entre le domaine académique et l'industrie pendant dix ans.
Du côté académique, il obtient la charge de cours de la Fondation Claude-Antoine Peccot au Collège de France (charge de cours annuelle au bénéfice de mathématiciens âgés de moins de trente ans et s’étant signalés dans l’ordre des mathématiques théoriques ou appliquées) puis nommé maître de recherches de la Caisse nationale des sciences en 1932. Il devient ensuite maître de conférences de physique à la faculté des sciences de Clermont-Ferrand en 1939, maître de conférences de mécanique expérimentale des fluides à la faculté des sciences de l'université de Paris (le 1er octobre 1939), puis maître de conférences de physique (1er octobre 1941, chaire de physique-enseignement) en remplacement de Jean Cabannes nommé professeur titulaire de la chaire de physique-recherche.
Du côté de l'industrie, il est recruté en 1928 à la Radiotechnique, filiale de la Compagnie générale de la télégraphie sans fil (CSF) pour s'occuper des lampes des récepteurs radio. Il collabore avec Maurice Ponte au sein du Laboratoire de recherches générales où il est crédité de contributions au développement de la pentode et des radiophares,.
Durant la Seconde Guerre mondiale, il fait partie du réseau de Résistance Cohors créé par Christian Pineau et Jean Cavaillès. L'une des missions conduite par Yves Rocard porte sur l'inspection des installations allemandes de radiophares sur les côtes.

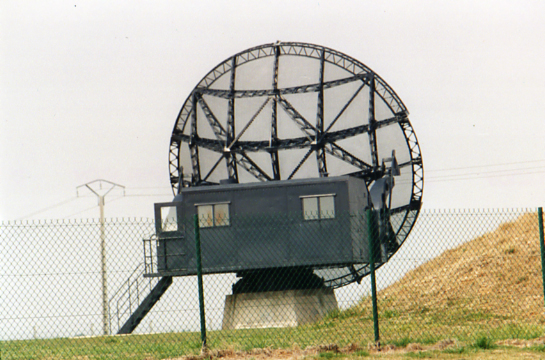
Le radar Würzburg de la station de Douvres-la-Délivrande.

Lors d'une mission particulièrement dangereuse, dans la nuit du 12 au 13 septembre 1943, il s'envole vers l'Angleterre dans un Lysander. Là, il rejoint le général de Gaulle qui le nomme directeur de recherche des Forces navales françaises libres. Il s'intéresse particulièrement à la détection par les radars anglais de fortes émissions radio du Soleil (non pas durant un travail scientifique, mais comme interférant avec l'utilisation purement militaire du radar). Quand les armées alliées avancent en Allemagne, il saisit en zone française matériels et personnels spécialistes allemands. Il arrive à Hechingen où Samuel Goudsmit peut saisir avant lui le groupe Heisenberg (opération Paperclip). Il peut toutefois acquérir deux groupes s'occupant de capteurs dans l'infrarouge et un autre de téléguidage. Pour démarrer des recherches françaises en radio-astronomie, il met la main sur deux miroirs de radars allemands de type Würzburg de 7,5 m de diamètre. L'un des deux sera, ensuite, offert au Musée du radar de Douvres-la-Délivrande où il est toujours visible. Il parvient enfin à loger ses groupes au Centre de recherche de la Marine nationale de Marcoussis, en Essonne, France. Il est alors nommé responsable des services électroniques radar de la marine et terminera ingénieur général du génie maritime.
Avec Karl Rawer comme directeur scientifique (1946-1956), il crée le Service de prévision ionosphérique de la Marine.

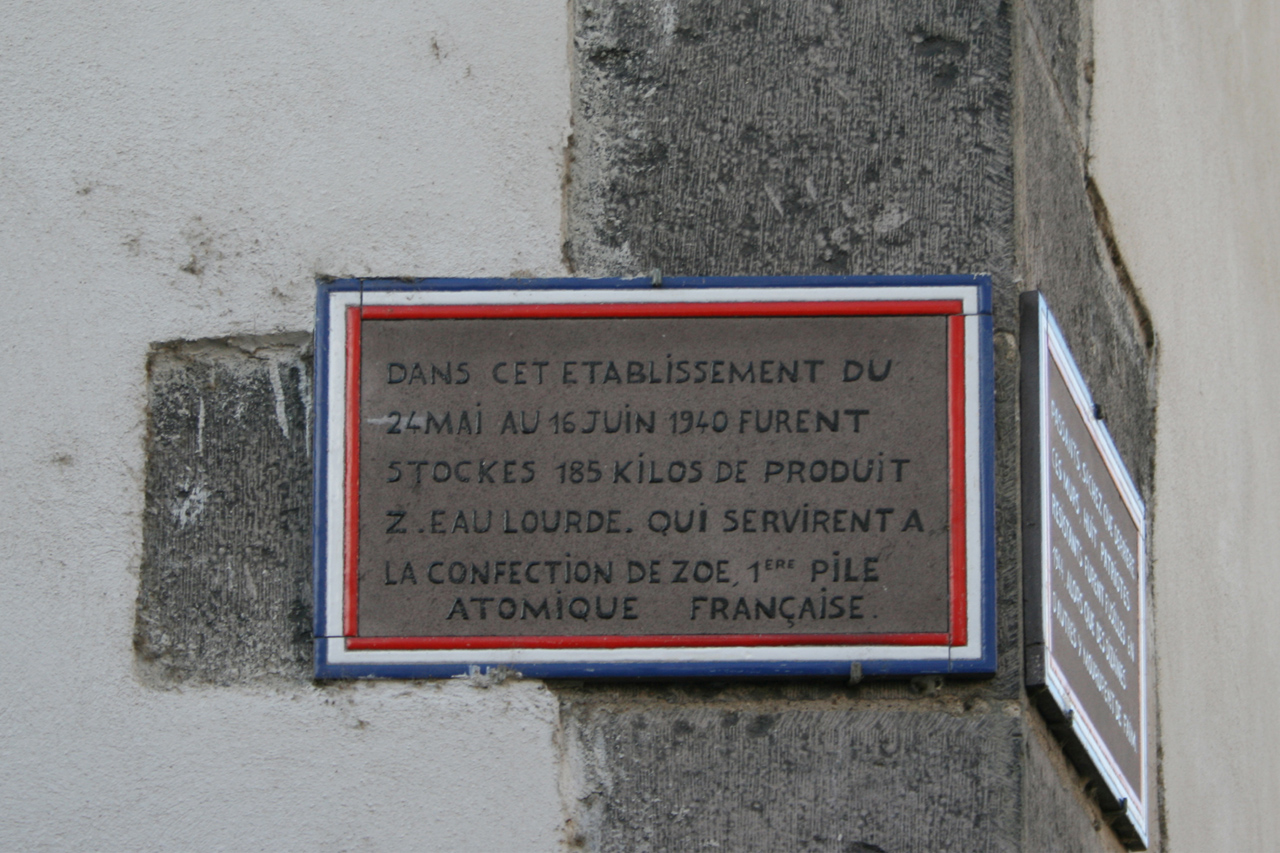
Plaque entourée d'un cadre tricolore, mentionnant l'origine des éléments qui ont été utilisés pour la confection du réacteur de la pile atomique Zoé seront, prison de Riom.

Revenu en France, Rocard commence véritablement sa carrière académique. Il est tout d'abord chargé du service de la chaire de physique déléguée à l'École normale supérieure à compter du 1er novembre 1945, en remplacement de Georges Bruhat, qui a été déporté, obtient le titre de professeur sans chaire, puis est nommé professeur titulaire de la chaire par arrêté du 21 mai 1946 (Jean Laval le remplace comme maître de conférences à la faculté). Il prend également la direction du laboratoire de physique de l'école. Alors il installe un service d'observations radio-astronomiques important. Il est également l'inventeur de la première lampe radio à chauffage indirect, et fit des études sur le radio-atterrissage sans visibilité. A la fin de la seconde guerre mondiale, il se rend à Haigerloch, site où les nazis avaient installé une pile atomique dans un laboratoire souterrain, avec un groupe de militaires. Cependant, les troupes américaines de la mission Alsos l'ont précédé et ont démantelé l'installation expérimentale. Le physicien récupère toutefois des briques de graphite et d'autres éléments du réacteur, qui seront recyclés dans le réacteur Zoé.

À partir de 1947, il devient conseiller scientifique pour les programmes militaires au CEA, après la mise à l'écart de Frédéric Joliot-Curie considéré comme un membre trop influent du PCF. En 1951, il est responsable scientifique des programmes qui vont conduire la France à la maîtrise de l'armement nucléaire. Il est en quelque sorte le père des bombes A et bombes H françaises. Il reçoit le Prix Holweck en 1948.
En 1948 il crée la Société française d'acoustique
En 1952, malgré les travaux pionniers en radio-astronomie menés en France, il lui devient évident que d'autres utilisent des instruments plus puissants face auxquels les Français ne pourront pas s'aligner. Rocard soutient vigoureusement le projet et le ministère de l'Éducation nationale accorde 25 millions de francs à l'École normale supérieure. Une place est trouvée pour l'observatoire de radio-astronomie à Nançay (Cher), site connu pour ses 32 radiotélescopes alignés en plein champ.

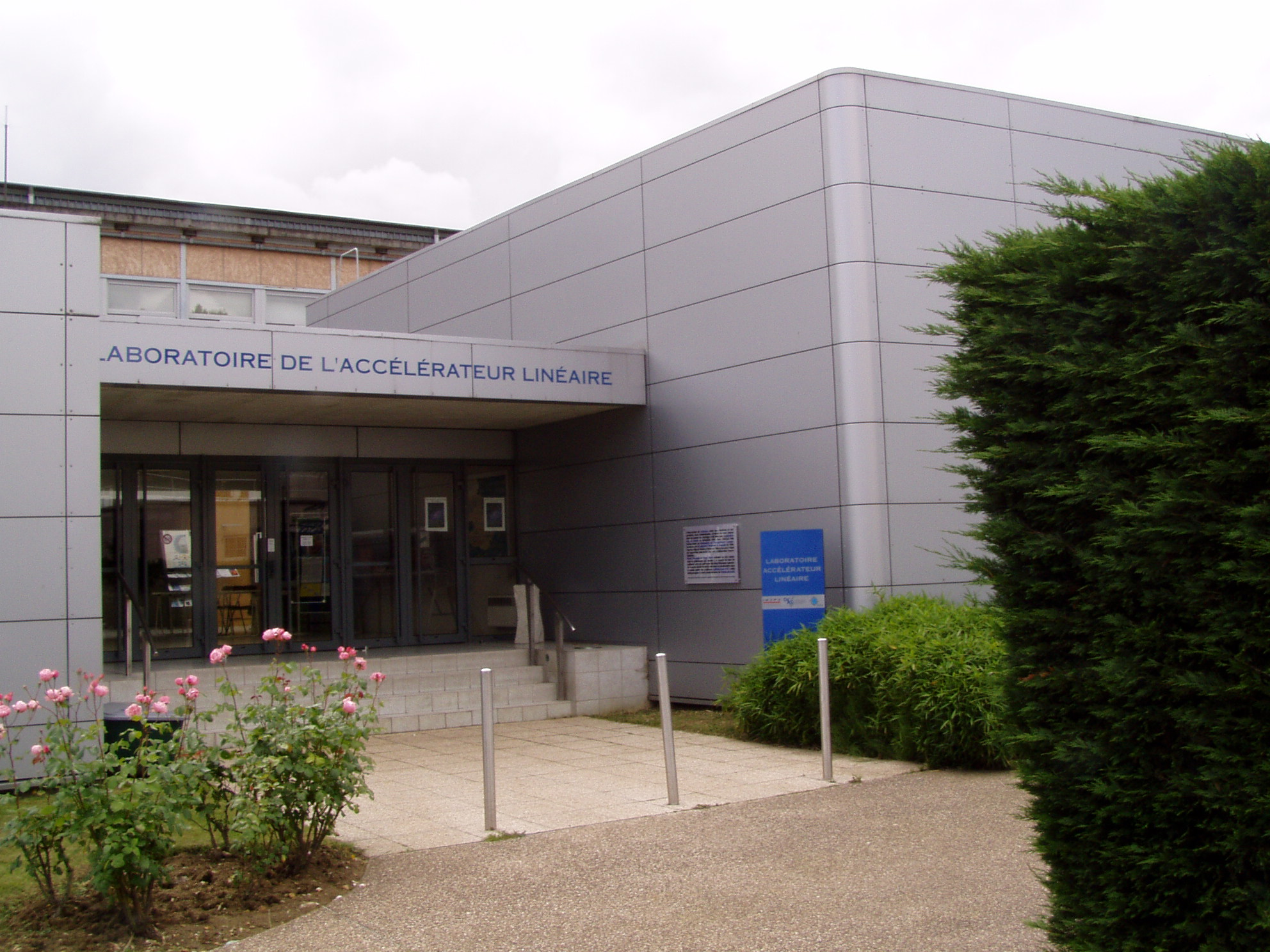
L'entrée du Laboratoire de l'accélérateur linéaire à Orsay, 2007.

En juillet 1955, le Professeur Rocard acquiert le domaine du Grand Rué à Bruyères-le-Chatel pour y installer un laboratoire de détection des essais nucléaires étrangers (américains, soviétiques et britanniques). La propriété devient ensuite un laboratoire d'études et de fabrications d'armes atomiques, le site CEA de Bruyères-le-Châtel de la Direction des applications militaires (DAM).
Sous son impulsion, le laboratoire de physique de l'École normale supérieure à Paris démarre en 1955 la construction du Laboratoire de l'accélérateur linéaire à Orsay, Essonne, pour donner aux scientifiques français leur premier accélérateur d'électrons.
Parallèlement, il entreprendra également des recherches variées sur :
- les semi-conducteurs ;
- la stabilité au vent du pont de Tancarville ;
- la sensibilité des sourciers (à partir de 1957) ;
- les ovnis et le projet Blue Book en 1966 (il fit partie du Collège Invisible de J. Allen Hynek).

En mai 1963, la revue de vulgarisation scientifique Science et Vie, dans son numéro 548, lui consacre un article titré « Après des années de polémique, Science et Vie l'affirme « Oui la radiesthésie est vraie ! » L'auteur de ce dossier, Charles-Grégoire Maubert, après avoir interviewé Yves Rocard, explique comme suit les raisons pour lesquelles la baguette de sourcier se met à bouger à certains moments : « l'eau qui filtre dans des milieux poreux, sous l'action d'une différence de pression, fait naître des potentiels électrocinétiques, par un effet Quincke, bien connu depuis 1850. Ces potentiels font circuler dans la terre des courants électriques. En outre, dans nombre de cas, des phénomènes accessoires, liés à la présence de l'eau, provoquent dans le sol des différences de potentiel corrélatives souvent bien plus importantes ». Les expériences d'Yves Rocard, qui ont ensuite été refaites par le comité Para avec une méthode plus rigoureuse (aléatoire, double aveugle), ont été négatives.
En 1973, à 70 ans, il quitte le laboratoire de physique de l'École normale supérieure et Jean Brossel prend sa succession à la direction. En 1981, dans la dernière partie de sa vie, Rocard concentre son intérêt sur les faibles valeurs du magnétisme et le biomagnétisme. Il mène des recherches sur la sensibilité des sourciers, selon lui capables de déceler une variation de magnétisme de l'ordre du milligauss. Cela lui vaudra les foudres de l'Union rationaliste notamment, et lui coûtera un fauteuil, quasiment réservé, à l'Académie des sciences. Bien plus que le caractère insolite de ses recherches, c'est la mauvaise qualité de ses expérimentations qui lui vaudront de telles critiques. L'ouvrage La science et les sourciers, par exemple, est truffé d'erreurs expérimentales surprenantes qui servent d'exemples pédagogiques pour illustrer des erreurs classiques.
Yves Rocard meurt à Paris (5e arrondissement) le 16 mars 1992, année où la Société française de physique « en hommage à l'ensemble de son œuvre » créera le prix qui porte son nom, et « récompense un transfert de technologie entre un laboratoire de recherches public et une compagnie privée ».

## Publications
- Rôle de la Lumière Diffusée par l'Atmosphère dans la visibilité, Bull. Techn. S.T.I.Aé, no 45, Paris, 1928.
- Jean Cabannes, La Diffusion moléculaire de la lumière, volume 16 de cette série - avec la participation d'Yves Rocard, PUF, Conférences-rapports de documentation sur la physique, 1931, 53 figures In-8, 1 vol., 320 p.
- L'Hydrodynamique et la théorie cinétique des gaz, Paris, Gauthier-Villars, 1932.
- Diffusion de la lumière et visibilité, projecteurs, feux, instruments d'observation, Paris, Édition de la Revue d'Optique, 1935.
- Propagation et absorption du son, Paris, Hermann, 1935.
- La Stabilité de route des locomotives, 1re partie, Paris, Hermann, 1935.
- La Stabilité de route des locomotives, 2e partie avec Julien, M., Paris, Hermann, 1935.
- Les Phénomènes d'auto-oscillation dans les installations hydrauliques, Paris, Hermann, 1937.
- Théorie des oscillateurs, Paris, édition de la Revue Scientifique, 1941.
- Dynamique générale des vibrations, Paris, Masson & Cie, 1943 ; 4e édition, Paris, Masson, 1951.
- L'Instabilité en mécanique ; automobiles, avions, ponts suspendus, Paris, Masson, 1954.
- Le Signal du sourcier, Dunod, 1962.
- Électricité, 3e édition, Paris, Masson, 1966 (1re édition en 1950).
- Thermodynamique, 2e édition, Paris, Masson, 1967 (1re édition en 1952).
- Coordination, pamphlet, Grenoble, édition des Quatre Seigneurs, 1969 (1re édition en 1946).
- Les Sourciers, Presses universitaires de France, coll. « Que sais-je ? », 1981, 127 p.  (ISBN 2-13-037007-1 et 978-2130370079).
- Mémoires sans concessions, Paris, Grasset, 1988.
- La Science et les sourciers ; baguettes, pendules, biomagnétisme, Paris, Dunod, 1989, 303 p.  (ISBN 2-10-002996-7 et 978-2100029969)

## Distinctions
- Lauréat en 1943 de la médaille Blondel décernée par la Société française des électriciens[22]
- Prix Holweck de l'Institute of Physics de Londres en 1948
- Commandeur de la Légion d'honneur (1960)[23]